# Lomatia tasmanica
Lomatia tasmanica (engl.: King's Lomatia, King's Holly) ist eine Pflanzenart aus der Familie der Silberbaumgewächse (Proteaceae). 
Von der strauchförmig wachsenden Art existiert nur ein einziger Genet abgelegen im Südwesten Tasmaniens, der aus rund 500 Schösslingen besteht. Er zieht sich über 1,2 Kilometer Länge hin und wird auf ein Alter von mindestens 43.600 Jahren geschätzt. Damit wäre er nicht nur eine der ältesten bekannten Gefäßpflanzen, sondern auch eine der größten und seltensten. Der Bestand gilt als stark gefährdet.

## Beschreibung
Die einzelnen Rameten von Lomatia tasmanica sind 2 bis 8 Meter hohe, dürre, meist aufrechte Sträucher, die sich an ihrem oberen Ende verzweigen, gelegentlich liegende Exemplare verzweigen sich wiederum aufrecht. Junge Sprossen und Knospen sind mit einfachen, rostbraunen Haaren besetzt.
Die wechselständig stehenden Blätter stehen gehäuft an den oberen Sprossenden. Sie sind unpaarig gefiedert, 10 bis 18 Zentimeter lang und 2,5 bis 4 Zentimeter breit. Die Blätter setzen sich aus meist sieben bis elf Paaren ungestielter und am Ansatz mit der Rhachis verwachsenen Blättchen zusammen. Diese sind länglich-rund bis umgekehrt-lanzettlich, unregelmäßig gezähnt oder gelappt, glänzend, dunkelgrün und lederig mit einer auffälligen Nervatur, die oberseitig am Blättchenansatz schwach behaart ist. Die Unterseite der Blättchen ist verstreut mit Haaren besetzt, die Rhachis vollständig fein behaart mit Ausnahme der herablaufenden Ansätze der Blättchen.
Blütezeit ist im Januar bzw. Februar. Die Blütenstandsachsen sind einfach verlängerte Enden der Sprosse, die traubigen Blütenstände sind meist kürzer bis geringfügig länger als die obersten Blätter. Die paarweise an 6 bis 7 Millimeter langen Blütenstielen stehenden, 8 bis 10 Millimeter langen Blüten sind in Wirteln angeordnet, die am Grunde fleischig verdickt, unbehaart und scharlachrot sind. Die Blüten sind scharlachrot und haben vier dicke und fleischige, kronblattartige Abschnitte.
Die Staubbeutel sind gelb. Der Griffel ist geringfügig länger als die Blütenhülle. Sein Ende ist von trompetenartiger Form und schließt mit einer flachen Scheibe ab, aus deren Mitte sich die kleine, keulenförmige Narbe erhebt. Weder Früchte noch Samen konnten beobachtet werden. 
Die Chromosomenzahl beträgt 3x = 33, die Pflanze weist also drei Chromosomensätze auf (Triploidie).

## Alter
Lomatia tasmanica vermehrt sich ausschließlich über Wurzelausläufer und Stockausschlag, eine sexuelle Vermehrung ist, wie bei den meisten anderen triploiden Pflanzen, nicht möglich. Zugleich ist die Pflanze – auch aufgrund des kalten tasmanischen Klimas – ausgesprochen langsamwüchsig, Messungen an einem Stamm mit einem Durchmesser von 2 Zentimeter ergaben ein Alter von 60 Jahren und an einem Stamm mit einem Durchmesser von 6,3 Zentimeter ein Alter von 240 Jahren. Das entspricht einem mittleren Dickenwachstum von 0,3 Millimetern pro Jahr. Das Höchstalter der einzelnen Triebe liegt bei rund 300 Jahren. Die enorme Ausdehnung des Klones in Kombination mit seinem langsamen Wuchs verweist bereits auf sein notwendig hohes Alter.
1991 konnten 8,5 Kilometer nordwestlich vom Bestand Teile eines fossilen Blattes gefunden werden, das sich als identisch mit denen lebender Exemplare erwies und per C-14-Methode auf ein Alter von 43.600 Jahren datiert werden konnte. Holzkohle aus der umgebenden Sedimentschicht konnte auf ein Alter von rund 39.000 Jahren datiert werden. Es lässt sich jedoch nicht endgültig sagen, ob das Blatt tatsächlich von diesem Klon stammt, da es auch von einem diploiden Vorfahren stammen könnte.

## Verbreitung

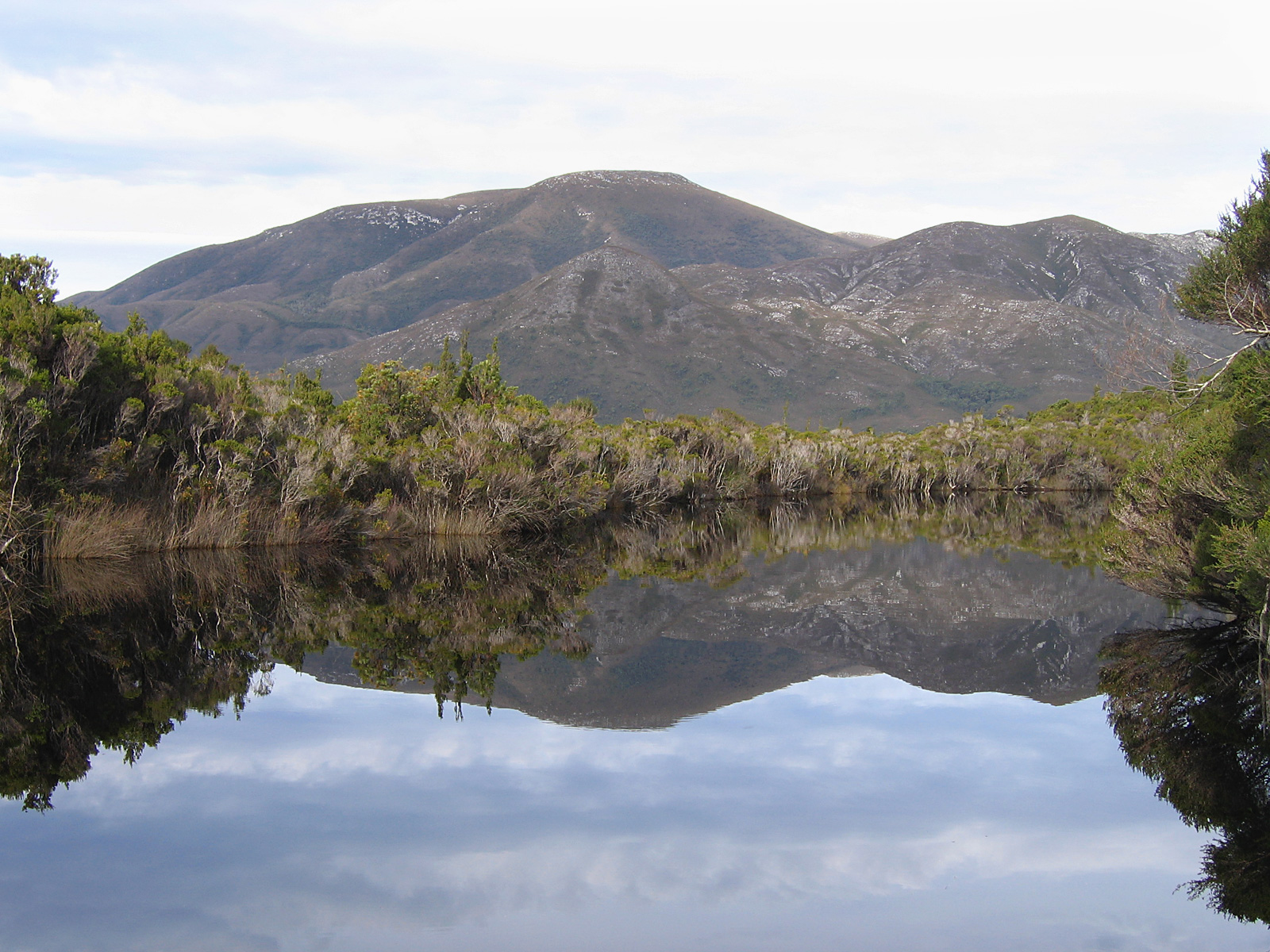
Bathurst Range

Von der Art existiert nur ein einziger, aus rund 500 Einzelpflanzen bestehender Klon im Südwesten Tasmaniens unweit von Cox Bight in der Bathurst Range im Southwest-Nationalpark. Der genaue Standort wird zum Schutz der Pflanze geheim gehalten. Das bewachsene Gebiet umfasst 2 bis 3 Hektar, ist bis zu 1,2 Kilometer lang und zieht sich von 80 bis auf 280 Meter Höhenlage einen Hang hinauf. Die Schösslinge stehen entlang von Bachläufen und besonders dicht auf Lichtungen, die durch umgestürzte Bäume gebildet wurden.
Am Fuß des Hanges liegt hinter einem 25 bis 30 Meter breiten und 4 bis 6 Meter hohen Streifen Gebüschs eine von Buttongras dominierte Ebene. Der Hang selbst wird von einem Mischwald dominiert, dessen oberste Ebene von bis zu 25 Meter hohen Eucalyptus nitida-Bäumen gebildet wird. Unter diesem befindet sich ein Regenwald, in dem Tasmanische Scheinulmen, Nothofagus cunninghamii und Phyllocladus aspleniifolius dominieren, gefolgt von einem aus Anopterus glandulosus, Anodopetalum biglandulosum und Cenarrhenes nitida dominierten Unterholz. Am Boden findet sich vor allem der Rippenfarn Blechnum wattsii. Inselartig finden sich Populationen von Dracophyllum milliganii.
Trotz seiner Ausdehnung ist der jetzige Bestand wahrscheinlich nur das letzte Refugium eines ehemals wesentlich größeren Bestandes. Dieser reichte vor Buschfeuern der 1930er vermutlich über die ganze, heute mit Buttongras bewachsene Ebene bis hin auf einen benachbarten Gebirgszug, wo der Erstfund der Art erfolgte.

## Botanische Geschichte
Die Art wurde im Mai 1934 von dem tasmanischen Pflanzenjäger Deny King im Gebirgszug New Harbour Range entdeckt. Der Bestand befand sich jedoch nicht in Blüte, weshalb die gesammelten Typen zwar anhand ihrer typischen Blätter als bisher für Tasmanien unbekannte Art erkannt werden konnten, eine genaue Bestimmung jedoch weder tasmanischen Experten noch jenen der Royal Botanic Gardens in Kew möglich war. Bei einem späteren Besuch zeigte sich der Standort als erloschen und überwuchert von Bauera rubioides, einem Strauch.
1965 dann entdeckte King den zweiten und heute einzigen Standort 5 Kilometer westlich des ersten in der Bathurst Range, und es gelang ihm, Muster blühender Exemplare aufzusammeln. Er übergab diese der Botanikerin Winifred Mary Curtis von der University of Tasmania, die sie 1967 in ihrer Student’s Flora of Tasmania erstbeschrieb. Trotz mehrfacher Suchaktionen an ähnlichen Standorten konnten keine weiteren Bestände gefunden werden.
Zu Ehren von Deny King wird im Englischen meist von King's Lomatia beziehungsweise King's Holly gesprochen.

## Systematik
Lomatia tasmanica ist eine von drei tasmanischen Arten der Gattung Lomatia; elf weitere sind in Südamerika beheimatet.
Aus dem Fehlen von Früchten und Samen wurde ursprünglich geschlossen, dass die Art möglicherweise hybridogenen Ursprungs sei, da Hybride oftmals steril sind. Als ein Elternteil wurde die in der nahen Umgebung aufzufindende Lomatia polymorpha angenommen, über den anderen bestand Unsicherheit, in Betracht gezogen wurden Lomatia tinctoria, deren nächste Bestände allerdings erst in einer Entfernung von rund 50 Kilometern zu finden sind, oder ein anderer, heute ausgestorbener Vertreter der Gattung.
Neuere Untersuchungen gehen allerdings eher von einer sogenannten Autotriploidie aus, bei der aus einer ursprünglich diploiden Art triploide Nachkommen entstehen. Lomatia tasmanica wäre dann der überlebende Nachkomme einer mittlerweile in Tasmanien ausgestorbenen diploiden Art.

## Status und Gefährdung
Im Tasmanian Threatened Species Protection Act von 1995 wurde die Art als Endangered (Gefährdet) eingestuft, im Commonwealth Environment Protection and Biodiversity Conservation Act von 1999 als Critically Endangered (Stark gefährdet). Aufgrund der Existenz nur eines Bestandes ist die Art generell als gefährdet anzusehen. Darüber hinaus ist die Pflanze jedoch durch akute Bedrohungen gefährdet, nämlich Feuer und einen eingeschleppten Krankheitserreger.

### Gefährdungen
Buschbrände sind grundsätzlich auch in Tasmanien nichts Ungewöhnliches und viele Pflanzen sind an ihr gelegentliches Auftreten angepasst. Auch Lomatia tasmanica ist in der Lage, nach einem Brand neu auszuschlagen. Da sich jedoch die Intervalle zwischen Buschfeuern in Tasmanien zunehmend verringern und der Bestand aufgrund seines extrem langsamen Wachstums nur ungenügende Zeit zur vollständigen Regeneration hat, könnte dies der Pflanze zunehmend schweren Schaden zufügen und sie letztendlich vollständig zerstören. Ein derzeit beobachtbarer Rückgang des Verbreitungsgebietes ist wahrscheinlich bereits eine erste Folge dieser Häufung.
Ein jedoch noch größeres Risiko bildet die befürchtete Einschleppung von Phytophthora cinnamomi in das Areal. Dieser ursprünglich in Südostasien beheimatete Eipilz löst unter anderem bei Arten aus der Familie der Silberbaumgewächse, zu denen Lomatia tasmanica gehört, Wurzelfäule aus. Sowohl in der benachbarten Buttongras-Ebene wie auch auf einem östlich angrenzenden Bergrücken konnten die Erreger bereits nachgewiesen werden, die kürzeste Entfernung zum Bestand betrug dabei nur noch 20 Meter. Ein Verschleppen der Erreger in den Bestand durch Menschen gilt als möglich, weshalb allein das Betreten des Bestandes bereits die Art gefährdet.

### Schutzmaßnahmen
Um die Art zu erhalten, wird seit 2006 bis 2010 ein Maßnahmenpaket realisiert, das einerseits den bestehenden Bedrohungen des momentanen Bestandes entgegenwirken soll. So soll z. B. ein Quarantänebereich abgesteckt werden. Zugleich wird nach Möglichkeiten gesucht, Lomatia tasmanica außerhalb ihres derzeitigen Standorts zu erhalten, so zum Beispiel durch eine Wiederansiedlung am ersten Fundort in der New Harbour Range oder eine Ansalbung an ähnlichen Standorten der Region.
Neben solchen Schutzmaßnahmen des Wildbestandes wird auch ein Erhalt in Kultur versucht. 2005 befanden sich 16 Exemplare in Kultur, davon 7 in Privathand. Viele von ihnen allerdings befanden sich nur in mittelmäßigem oder gar schlechtem Zustand, da die Pflanze als äußerst schwierig zu kultivieren gilt. Erste Versuche mit In-vitro-Kultur schlugen fehl, da die Gewinnung vollständig sterilen Ausgangsmaterials aus dem stark kontaminierten Bestand nicht gelang. Als zwar anspruchsvoll, aber durchaus erfolgreich erwies sich ein Pfropfen auf Lomatia tinctoria.
Nach einer Pressemitteilung der Royal Tasmanian Botanical Gardens vom 19. August 2009 wird zur Zeit versucht, die Pflanze zu klonen.

## Nachweise
- M.J. Brown und A.M. Gray: Lomatia tasmanica – A rare endemic plant from Tasmania’s south–west. In: The Tasmanian Naturalist. Bd. 83, 1985, S. 1–5.
- Threatened Species Section: Flora Recovery Plan: King’s lomatia, Lomatia tasmanica 2006-2010. Department of Primary Industries, Water and Environment, Hobart 2006, ISBN 0-7246-6353-5 (online verfügbar).